# Bioinorganic Chemistry and Applications
Bioinorganic Chemistry and Applications, abgekürzt Bioinorg. Chem. Appl.,  ist eine wissenschaftliche Fachzeitschrift, die vom Hindawi-Verlag veröffentlicht wird. Die erste Ausgabe erschien im Jahr 2003. Derzeit erscheint sie mit vier Ausgaben im Jahr. Es werden Artikel veröffentlicht, die sich mit Fragen der bioanorganischen Chemie beschäftigen.
Der Impact Factor lag im Jahr 2014 bei 2,081. Nach der Statistik des ISI Web of Knowledge wird die Buchreihe mit diesem Impact Factor in der Kategorie anorganische Chemie an 14. Stelle von 44 Zeitschriften, in der Kategorie organische Chemie an 30. Stelle von 57 Zeitschriften und in der Kategorie Biochemie und Molekularbiologie an 197. Stelle von 289 Zeitschriften geführt.